# Elvida
Az Elvida Gaetano Donizetti egyfelvonásos operája (opera seria). A szövegkönyvet Giovanni Schmidt írta beazonosítatlan mű alapján. Az opera Mária Izabella spanyol infánsnőnek, a Két Szicília királynéjának születésnapjára készült. Először 1826. július 6-án mutatták be a nápolyi Teatro San Carlóban. Magyarországon még nem játszották.

## Szereplők
| Szereplő                        | Hangfekvés | Az ősbemutató szereposztása |
| ------------------------------- | ---------- | --------------------------- |
| Elvida, kasztíliai nemesasszony | szoprán    | Henriette Méric-Lalande     |
| Alfonso, kasztíliai herceg      | tenor      | Giovanni Battista Rubini    |
| Amur, mór kapitány              | Basszus    | Luigi Lablache              |
| Zeidar, Amur fia                | alt        | Brigitta Lorenzani          |
| Spanyolok, mórok, katonák.      |            |                             |

## Cselekmény
Elvidát, a spanyol nemesasszonyt fogságba ejtette a mór kapitány, Amur. Az asszony visszautasítja Zeidar házassági ajánlatát, mert hűséges jegyeséhez, a spanyol herceghez, Alfonsóhoz. Időközben Alfonso seregei Amur vára alá vonulnak és a katapultokkal sikerül ledönteniük annak falait. Amur elmenekül Elvidával és egy barlangban húzódik meg. Alfonso itt is utoléri. A kétségbeesett Amur azzal fenyegetőzik, hogy leszúrja az asszonyt, de ekkor közbelép Zeidar és kiüti apja kezéből a tőrt. A spanyolok elfogják a mórokat. Elvida és Alfonso nagy örömben egymás karjaiba borulnak.